# Szűrő (matematika)
A halmazelméletben szűrőnek (vagy idegen szóval filternek) nevezzük egy halmaz részhalmazainak olyan családját, amely nemüres, felszálló és a véges metszet képzésére zárt. A szűrőket széles körben alkalmazza a topológia, és kézenfekvő általánosításuk van a hálóelméletben.

## Definíció
Legyen {\displaystyle H} egy nemüres halmaz, jelölje {\displaystyle P(H)} a {\displaystyle H} halmaz összes részhalmazának halmazát, és legyen {\displaystyle F\subset P(H)}. {\displaystyle F} tehát {\displaystyle H} részhalmazainak egy családja. {\displaystyle F} szűrő a {\displaystyle H} halmazon, ha eleget tesz az alábbi feltételeknek.
1. {\displaystyle F} nemüres: {\displaystyle F\neq \emptyset }
2. {\displaystyle F} felszálló, azaz {\displaystyle A\in F} és {\displaystyle A\subset B\subset H} esetén {\displaystyle B\in F}.
3. {\displaystyle F} zárt a véges metszet képzésére, azaz {\displaystyle A,B\in F} esetén {\displaystyle A\cap B\in F}

## Példák szűrőkre
Triviális példa szűrőre a fenti {\displaystyle P(H)} hatványhalmaz.
Szűrőt alkot a számegyenes összes olyan részhalmaza, amely tartalmazza a [0,1] intervallumot.
Tekintsük a természetes számok olyan részhalmazait, amik az alaphalmazból véges számú elem elhagyásával keletkeznek. Ezek a halmazok szintén szűrőt alkotnak.